# Corinne (Utah)
Corinne város az USA Utah államában, Box Elder megyében. Lakosainak száma 809 fő (2020. április 1.).

## Népesség
A település népességének változása:

| 2010 | 685 |
| 2020 | 809 |